# Marco Ureña
Marco Danilo Ureña Porras (* 5. března 1990, San José, Kostarika, zkráceně znám jako Marco Ureña) je kostarický fotbalový útočník a reprezentant, který od prosince 2014 hraje za dánský klub FC Midtjylland.
Účastník Mistrovství světa 2014 v Brazílii.

## Klubová kariéra
Marco Ureña začínal v profesionálním fotbale v kostarickém celku LD Alajuelense, s nímž vyhrál v sezoně 2010/11 úvodní část místní 1. ligy (Campeonato de Invierno 2010). V roce 2011 odešel do Ruska do klubu FK Kubáň Krasnodar. V září 2014 odešel na hostování do dánského týmu FC Midtjylland, v prosinci 2014 do Midtjyllandu přestoupil.

## Reprezentační kariéra
Marco Ureña se zúčastnil Mistrovství světa ve fotbale hráčů do 20 let 2009 v Egyptě, kde mladí Kostaričané podlehli v souboji o 3. místo Maďarsku až v penaltovém rozstřelu. Ureña se na tomto turnaji třikrát střelecky prosadil.
V národním A-týmu Kostariky debutoval v roce 2009.
Kolumbijský trenér Kostariky Jorge Luis Pinto jej vzal na Mistrovství světa 2014 v Brazílii. V prvním zápase v základní skupině D proti Uruguayi (výhra 3:1) vstřelil jeden gól. Kostarika se v těžké základní skupině D s favorizovanými celky Uruguaye, Itálie (výhra 1:0) a Anglie (remíza 0:0) kvalifikovala se sedmi body z prvního místa do osmifinále proti Řecku, nakonec byla vyřazena až ve čtvrtfinále s Nizozemskem (0:0, 3:4 na penalty). I tak dosáhla postupem do čtvrtfinále svého historického maxima.